# Francesca Vives Amer
Francesca Vives Amer   (Inca, 1957) és una política mallorquina del PSM. És llicenciada en geografia i història.
Durant la legislatura 2007-2011 va ser consellera de Comerç, Indústria i Energia del Govern de les Illes Balears, amb el Pacte progressista i nacionalista (Govern de coalició PSOE-BLOC-UM durant la primera part de la legislatura; des del mes de febrer de 2010, PSOE-BLOC en minoria).
Durant el primer Pacte de Progrés (1999-2003) va ser directora general d'Indústria de la conselleria encapçalada per Pere Sampol (PSM).
També ha estat regidora de l'Ajuntament d'Inca, d'on va ser cap de llista del Bloc per Inca a les eleccions del 27 de maig de 2007.